# Walter Jellinek

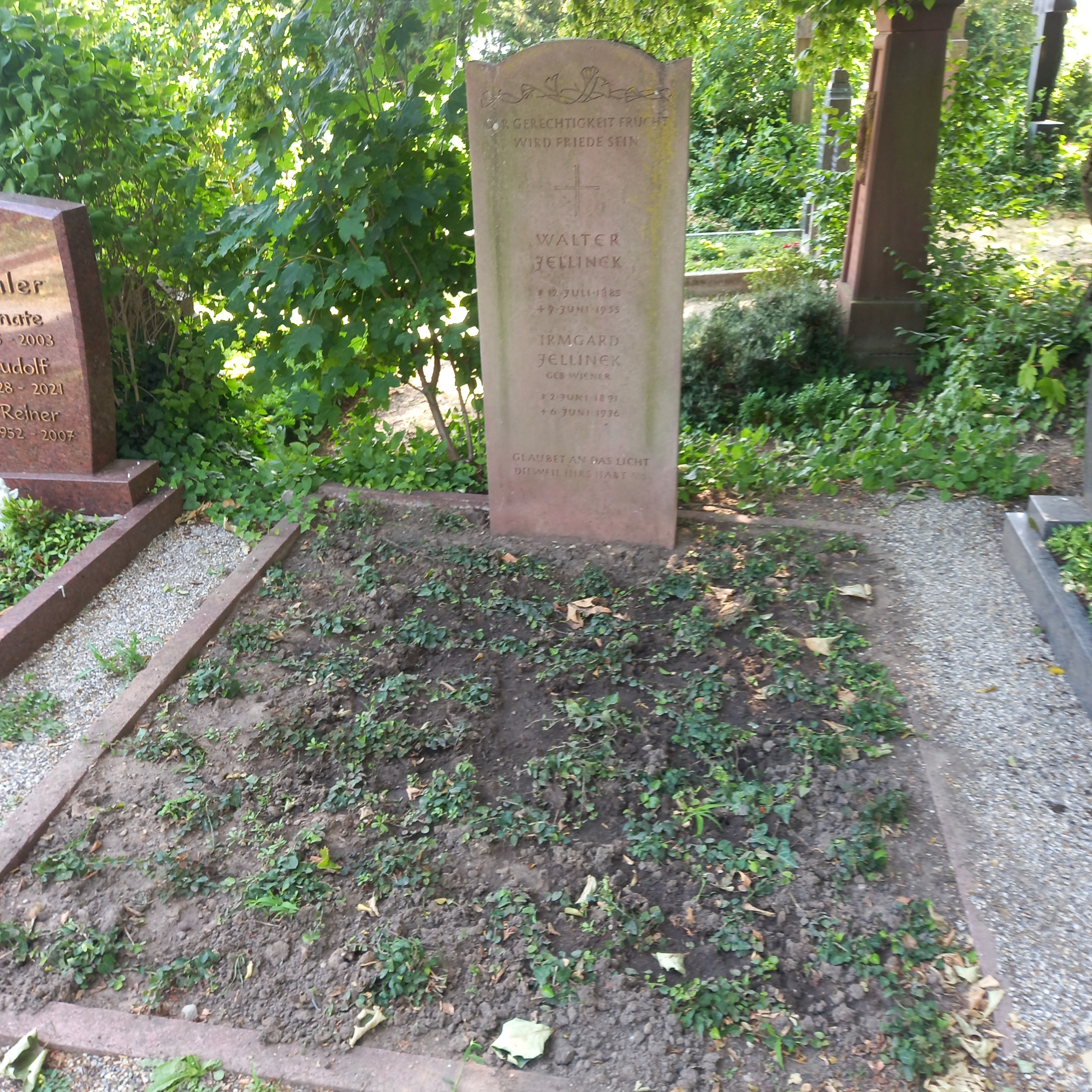
Das Grab von Walter Jellinek und seiner Ehefrau Irmgard geborene Wiener auf dem Friedhof Handschuhsheim in Heidelberg

Walter Jellinek (* 12. Juli 1885 in Wien; † 9. Juni 1955 in Heidelberg) war ein deutscher Staats-, Verwaltungs- und Völkerrechtler österreichischer Herkunft.

## Leben

### Jugend und Ausbildung
Walter Jellinek war ein Sohn von Georg Jellinek und dessen Frau Camilla sowie ein Enkel des Predigers der Israelitischen Kultusgemeinde Wien, Adolf Jellinek. Von den Behörden wurde er wie seine Geschwister zunächst als israelitisch geführt, obwohl sie nicht jüdisch im Sinne der Halacha waren. 1896 wurden Georgs Kinder in aller Stille getauft.
Jellinek besuchte das Gymnasium in Heidelberg und studierte Rechtswissenschaften an den Universitäten Heidelberg, Freiburg und Berlin. Schwerpunkte seines Studiums waren öffentliches und Verfassungsrecht. 1908 promovierte er bei Paul Laband an der Universität Straßburg mit der Dissertation Der fehlerhafte Staatsakt und seine Wirkungen. Bereits 1912 erfolgte Jellineks Habilitation bei Otto Mayer in Leipzig mit seiner Habilitationsschrift Gesetz, Gesetzesanwendung und Zweckmäßigkeitserwägung.

### Berufliche Anfänge
Nach einer kurzen Zeit als Privatdozent in Leipzig wurde Jellinek 1913 außerordentlicher Professor. Walter Jellinek diente im Ersten Weltkrieg bei der Artillerieprüfungskommission. Nach dem Kriegsende wurde Jellinek 1919 zum ordentlichen Professor für Öffentliches Recht an die Universität Kiel berufen. Von 1928 bis 1929 war Walter Jellinek Rektor der Universität Kiel. 1929 folgte er einem Ruf nach Heidelberg als Ordinarius für Staatsrecht.

### Nationalsozialismus
Wegen seiner jüdischen Herkunft wurde er von den Nationalsozialisten 1935 aus seinem Amt vertrieben. So wurde er bereits in diesem Jahr zwei Mal beurlaubt, bevor er 1936 in den Ruhestand versetzt wurde, da er mit drei jüdischen Großeltern gemäß dem 1935 verabschiedeten Reichsbürgergesetz als „Volljude“ galt. Seine Ehe mit Irmgard Wiener, die keine jüdischen Vorfahren besaß, sowie die christliche Erziehung seiner Kinder schützten ihn zunächst vor einigen der diskriminierenden Maßnahmen. Dennoch entging er zu Beginn des Jahres 1945 nur knapp der Deportation.

### Nach 1945: Verfassungsrechtler
Nach dem Zweiten Weltkrieg im Jahr 1945 erhielt Jellinek seinen Lehrstuhl für Staatsrecht zurück. Die Versetzung in den Ruhestand wurde rückgängig gemacht und die Zeit zwischen 1936 und 1945 als „ruhegehaltfähige Dienstzeit“ angerechnet. Auf die diskriminierenden Umstände der damaligen Ereignisse wurde dabei jedoch ebenso wenig eingegangen wie auf die Bedrohung von Jellineks Leben.
Auf der ersten Tagung der Ex-Akademiker in Bad Boll hielt Jellinek vor führenden deutschen Juristen und Wirtschaftswissenschaftlern das Hauptreferat. Als Gutachter nahm Jellinek in der Folge des Öfteren zu schwierigen verfassungsrechtlichen Problemen Stellung. In der Frage eines Wehrgesetzes erklärte er im Februar 1952, dass eine einfache parlamentarische Mehrheit für die Verabschiedung eines solchen Gesetzes ausreichend sei. Auch in der Frage des Südweststaat-Gesetzes und im Streit um das Reichskonkordat wegen der Bestimmungen über die Bekenntnisschulen in Württemberg wurde Jellinek gehört.
Als Mitglied im Vorbereitenden Verfassungsausschuss (Groß-Hessen) wirkte er maßgeblich am ersten Entwurf der Verfassung des Landes Hessen mit.

### Ehrungen und Auszeichnungen
Ein Studentenwohnheim in Heidelberg (Hauptstraße 246) ist nach Walter Jellinek benannt.

### Privates
Seit 1914 war Jellinek verheiratet mit Irmgard Wiener. Sie war eine Urenkelin von Friedrich Koenig, der die Schnellpresse erfunden hat.

## Schriften (Auswahl)
- Der fehlerhafte Staatsakt und seine Wirkungen. Eine verwaltungs- und prozessrechtliche Studie, Mohr Siebeck, Tübingen 1908.
- Albert Hänel und Schleswig-Holstein. In: Zeitschrift der Gesellschaft für Schleswig-Holsteinische Geschichte. Band 49. Leipzig 1919, S. 344–355.
- Entstehung und Ausbau der Weimarer Reichsverfassung. In: Handbuch des Deutschen Staatsrechts, hrsg. von Gerhard Anschütz und Richard Thoma. Band 1. Mohr, Tübingen 1930.
- Verwaltungsrecht. Springer, Berlin 1928, 3. Aufl. 1931.
- Die zweiseitigen Staatsverträge über Anerkennung ausländischer Zivilurteile. Eine kritische Untersuchung. de Gruyter, Mohr, Berlin/Tübingen 1953.